# Darcy Ribeiro
Darcy Ribeiro (Montes Claros, Minas Gerais, 26 d'octubre de 1922 - Brasília, 17 de febrer de 1997) fou un intel·lectual i polític brasiler conegut pels seus treballs en educació, sociologia i antropologia.
Les idees de Darcy Ribeiro sobre la identitat d'Amèrica Llatina van influenciar a molts acadèmics posteriors que es van interessar en temes llatinoamericans. Com a ministre d'Educació del Brasil, va desenvolupar grans canvis, els quals van fer-lo participar en reformes universitàries a Xile, Perú, Veneçuela, Mèxic i Uruguai, després de deixar Brasil a conseqüència del cop d'Estat de 1964.

## Biografia
Darcy Ribeiro era fill de Reginaldo Ribeiro dos Santos i de Josefina Augusta da Silveira. Va completar l'educació primària i secundària a la seva ciutat de naixement, Montes Claros, al Grupo Escolar Gonçalves Chaves i al Ginásio Episcopal de Montes Claros, respectivament. És més conegut per la seva tasca en les àrees de l'educació, la sociologia i l'antropologia, i per ésser, al costat del seu amic i company Anísio Teixeira, un dels fundadors de la Universitat de Brasília (Universidade de Brasília) durant els anys 1960. També va ser el primer rector d'aquesta universitat. Tanmateix, va fundar la Universitat Estatal de Norte Fluminense (Universidade Estadual do Norte Fluminense). Va escriure nombrosos llibres, molts dels quals parlen sobre la població indígena del Brasil.

## Idees i teories

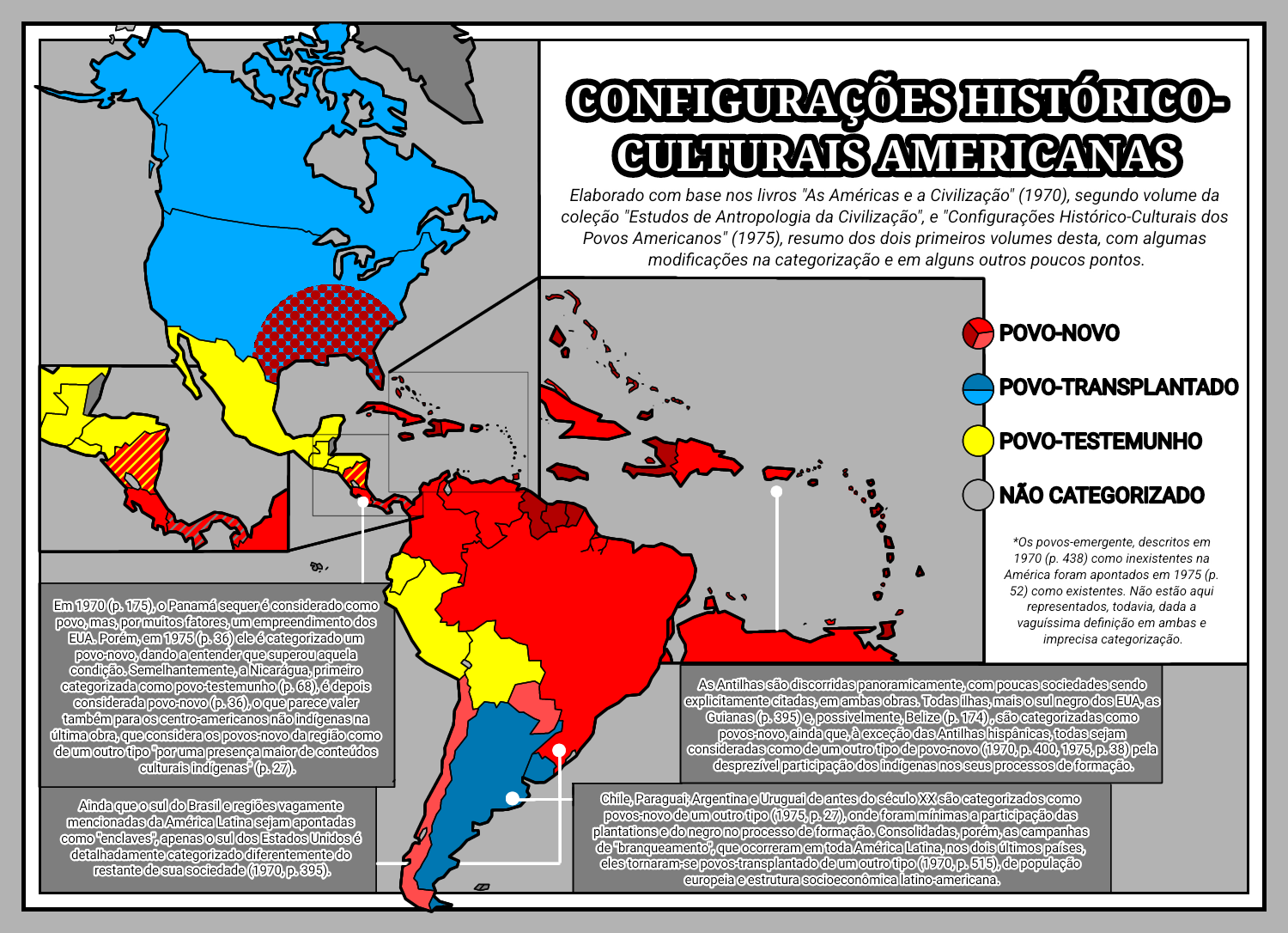
en:
Noves poblacions
Poblacions testimonials
Poblacions trasplantades

Darcy Ribeiro era militant de l'escola evolucionista de sociologia i antropologia. Creia que les persones passaven per un "procés civilitzant" començant com a caçadors-recol·lectors. Aquest procés estava marcat per les revolucions tecnològiques, i entre aquestes va considerar que les més importants eren les següents:
- la revolució agrícola
- la revolució urbana
- la revolució d'irrigació
- la revolució metal·lúrgica
- la revolució del bestiar
- la revolució mercantil
- la revolució industrial
- la revolució termonuclear

Ribeiro va proposar també una classificació dels països llatinoamericans, on va identificar "Noves poblacions" (Xile, Brasil, Colòmbia, Paraguai, Veneçuela, Amèrica Central, etc.), formades per una barreja de moltes cultures, sobretot nadiues; "Poblacions testimonials" (Perú, Mèxic, Guatemala i Bolívia), restes d'antigues civilitzacions; i finalment Argentina i Uruguai (al costat del Canadà i dels Estats Units), originàriament "Noves poblacions" però que van esdevenir en "Poblacions trasplantades", principalment europees, com a resultat d'una massiva immigració.

## Homenatges
En virtut de la Llei Federal núm. 15020, de 2024, el Congrés Nacional del Brasil va decretar la inscripció de Darcy Ribeiro en el Llibre dels Herois i Heroïnes de la Pàtria, un memorial cenotàfic situat a l'interior del Panteó de la Pàtria i de la Llibertat Tancredo Neves de Brasília, creat per honorar la memòria de les persones que millor van servir en la construcció i defensa del país.